# Скрицкое
Скри́цкое (укр. Скрицьке) — село на Украине, находится в Немировском районе Винницкой области.
Код КОАТУУ — 0523087201. Население по переписи 2001 года составляет 278 человек. Почтовый индекс — 22883. Телефонный код — 4331.
Занимает площадь 2,137 км².

## Адрес местного совета
22883, Винницкая область, Немировский р-н, с. Скрицкое